# سیارک ۲۴۲۰۴
سیارک ۲۴۲۰۴ (به انگلیسی: 24204 Trinkle، نامگذاری:1999XZ46) بیست و چهار هزار و دویست و چهارمین سیارک کشف شده‌است که در ۷ دسامبر ۱۹۹۹ کشف شد.
قدر مطلق سیارک برابر ۱۴.۸ است.